# Збір за спеціальне використання води
Збір за спеціальне використання води — спеціальне використання води в Україні є платним. Збір за спеціальне використання води належить до загальнодержавних податків та зборів, та зараховується в рівних частинах до Державного та місцевих бюджетів. Платниками збору є суб’єкти господарювання будь-якої форми власності (юридичні особи, їх філії, відділення, представництва, інші відокремлені підрозділи без утворення юридичної особи, постійні представництва нерезидентів, а також фізичні особи – підприємці):
- первинні водокористувачі – господарюючі суб’єкти, які використовують воду, отриману шляхом забору води з водних об’єктів власними водозабірними спорудами та відповідним обладнанням; Ключовою ознакою первинних водокористувачів є наявність водозабірних споруд та відповідного обладнання для збору води, це зазначено у частині 3 статті 42 Водного кодексу України.
- вторинні водокористувачі – господарюючі суб’єкти, які використовують воду отриману з водозабірних споруд первинних та/або інших водокористувачів;
- суб’єкти господарювання, які використовують воду для потреб гідроенергетики, водного транспорту і рибництва.

Не є платниками збору за спеціальне використання води платники фіксованого сільськогосподарського податку, а також бюджетні установи. Але, у разі якщо водокористувачі, які повністю утримуються за рахунок коштів державного та місцевих бюджетів, використовують обсяги води для господарської діяльності, направленої на отримання доходу в грошовій, матеріальній або нематеріальній формах, збір обчислюється на загальних підставах з усього обсягу використаної води з урахуванням обсягу втрат води в їх системах постачання.
Об'єктом оподаткування збором є фактичний обсяг води, який використовують водокористувачі, з урахуванням обсягу втрат води в їх системах водопостачання. Об’єктом оподаткування збором за спеціальне використання води без її вилучення з водних об’єктів є:
- для потреб гідроенергетики — фактичний обсяг води, що пропускається через турбіни гідроелектростанцій для вироблення електроенергії;
- для потреб водного транспорту — час використання поверхневих вод вантажним самохідним і несамохідним флотом, що експлуатується (залежно від тоннажності), та пасажирським флотом, що експлуатується (залежно від кількості місць).

Об’єктом оподаткування збором за спеціальне використання води для потреб рибництва є фактичний обсяг води, необхідної для поповнення водних об’єктів під час розведення риби та інших водних живих ресурсів (у тому числі для поповнення, яке пов’язане із втратами води на фільтрацію та випаровування).
Збір не справляється:
- за воду, що використовується для задоволення питних і санітарно-гігієнічних потреб населення в межах їх житлового фонду та присадибних ділянок);
- за воду, що використовується для протипожежних потреб;
- за воду, що використовується для потреб зовнішнього благоустрою територій міст та інших населених пунктів;
- за воду, що використовується для пилозаглушення у шахтах і кар’єрах;
- за воду, що забирається науково-дослідними установами, перелік яких затверджується Кабінетом Міністрів України, для проведення наукових досліджень у галузі рисосіяння та для виробництва елітного насіння рису;
- за воду, що втрачена в магістральних та міжгосподарських каналах зрошувальних систем та магістральних (Відповідний пункт ПКУ виключено на підставі Закону України від 21.12.2016 р. N 1797-VIII);[2]
- за підземну воду, що вилучається з надр для усунення шкідливої дії вод (підтоплення, засолення, заболочення, зсуву, забруднення тощо), крім кар’єрної, шахтної та дренажної води, що використовується у господарській діяльності після вилучен-ня та/або отримується для використання іншими користувачами;
- за воду, що забирається для забезпечення випуску молоді цінних промислових видів риби та інших водних живих ресурсів у водні об’єкти;
- за морську воду, крім води з лиманів;
- за воду, що використовується садівницькими та городницькими товариствами (кооперативами);
- за воду, що забирається для реабілітації, лікування та оздоровлення реабілітаційними установами для інвалідів та дітей-інвалідів, підприємствами, установами та організаціями фізкультури та спорту для інвалідів та дітейінвалідів, які засновані всеукраїнськими громадськими організаціями інвалідів відповідно до закону;
- з гідроакумулюючих електростанцій, які функціонують у комплексі з гідроелектростанціями;
- з морського водного транспорту, який використовує річковий водний шлях виключно для заходження з моря у морський порт, розташований у пониззі річки, без використання спеціальних заходів забезпечення судноплавства (попуски води з водосховищ та шлюзування);
- під час експлуатації водних шляхів стоянковими (нафтоперекачувальні станції, плавнафтобази, дебаркадери, доки плавучі, судна з механічним обладнанням та інші стоянкові судна) і службово-допоміжними суднами та експлуатації водних шляхів річки Дунаю.

Ставки збору за спеціальне використання води визначено статтею 325 Податкового кодексу України. Диференціація ставок збору за спеціальне використання поверхневих вод залежить від басейну річок, а за спеціальне використання підземних вод – від регіону. Окремо встановлені ставки за спеціальна використання води для потреб гідроенергетики; рибництва; водного транспорту; шахтної, кар’єрної та дренажної води; спеціальне використання води, яка входить виключно до складу напоїв. Оскільки ставки збору за спеціальне використання води визначені в абсолютних значеннях, Кабінет Міністрів України має щорічно до 1 червня вносити до Верховної Ради України проект закону про внесення змін до Податкового кодексу щодо ставок збору за спеціальне використання води з урахуванням індексу цін виробників промислової продукції.
Водокористувачі самостійно обчислюють збір за спеціальне використання води та збір за спеціальне використання води для потреб гідроенергетики і рибництва щокварталу наростаючим підсумком з початку року, а за спеціальне використання води для потреб водного транспорту — починаючи з першого півріччя поточного року, у якому було здійснено таке використання.
Збір обчислюється виходячи з фактичних обсягів використаної води (підземної, поверхневої, отриманої від інших водокористувачів) водних об’єктів з урахуванням обсягу втрат води в їх системах водопостачання, встановлених у дозволі на спеціальне водокористування, лімітів використання води, ставок збору та коефіцієнтів. Обсяг фактично використаної води обчислюється водокористувачами самостійно на підставі даних первинного обліку згідно з показаннями вимірювальних приладів. У разі відсутності вимірювальних приладів, якщо є можливість їх встановлення, збір сплачується у двократному розмірі.
У разі перевищення водокористувачами встановленого річного ліміту використання води збір обчислюється і сплачується у п’ятикратному розмірі виходячи з фактичних обсягів використаної води понад встановлений ліміт використання води, ставок збору та коефіцієнтів. За понадлімітне використання води збір обчислюється за кожним джерелом водопостачання окремо згідно з установленими ставками збору та коефіцієнтами.
За умови експлуатації водних шляхів вантажними самохідними і несамохідними суднами збір за спеціальне використання води для потреб водного транспорту обчислюється виходячи з фактичних даних обліку тоннаж-доби та ставки збору, а пасажирськими суднами — виходячи з місця-доби та ставки збору.
Справляння збору за спеціальне використання води для потреб гідроенергетики, водного транспорту і рибництва не звільняє водокористувачів від сплати збору за спеціальне використання води.
Органи, що видають дозволи на спеціальне водокористування, щороку до 20 січня повинні подавати органам державної податкової служби та органам водного господарства інформацію про водокористувачів, яким видано такі дозволи. Водокористувачі, яким видано дозволи на спеціальне водокористування та які здійснюють постачання води іншим водокористувачам, щороку до 20 січня повинні подавати органам державної податкової служби та органам водного господарства перелік водокористувачів-абонентів. У разі видачі протягом року нових дозволів на спеціальне водокористування, укладення договорів на поставку води водокористувачі, які отримали переоформлені дозволи на спеціальне водокористування, договори на поставку води, зобов’язані протягом 10 днів повідомити про це органам державної податкової служби та органам водного господарства.
Платники збору обчислюють суму збору наростаючим підсумком з початку року та подають податкові декларації органам державної податкової служби у строки, визначені для квартального податкового (звітного) періоду, за місцем податкової реєстрації, тобто протягом 40 календарних днів, що настають за останнім календарним днем звітного (податкового) кварталу. Разом з податковою декларацією платником збору також подається статистична звітність про використання води, копія дозволу на спеціальне водокористування та договору на поставку води. Податкова декларація за спеціальне використання води для потреб водного транспорту за перший квартал не подається.
Згідно з пунктом 257.1 статті 257 ПКУ базовим податковим (звітним) періодом для рентної плати є календарний квартал. Сума податкових зобов'язань з рентної плати, визначена у податковій декларації за податковий (звітний) період, сплачується платником до бюджету протягом 10 календарних днів після закінчення граничного строку подання такої податкової декларації згідно з пунктом 257.5 статті 257ПКУ.
Збір сплачується платниками збору у строки, визначені для квартального податкового (звітного) періоду, а саме: протягом 10 календарних днів, що настають за останнім днем відповідного граничного строку для подання податкової декларації за місцем податкової реєстрації.
Збір за спеціальне використання води для потреб водного транспорту за перший квартал не сплачується.
У межах установленого в дозволі на спеціальне водокористування ліміту використання води збір включається до складу витрат згідно з розділом III Податкового кодексу, а за понадлімітне використання справляється з прибутку, що залишається у розпорядженні водокористувача після оподаткування. Збір за спеціальне використання води для потреб гідроенергетики і водного транспорту повністю включається до складу витрат платника збору.
Відповідно до підпункту 258.2.5 статті 258 ПКУ у разі несплати рентної плати або сплати її не в повному обсязі протягом шести місяців контролюючі органи подають інформацію про платників рентної плати до органів, що видають дозволи на спеціальне водокористування, для вжиття до них заходів згідно із законом. 
За  неподання або несвоєчасне подання податкової декларації згідно пункту 120.1 статті 120 ПКУ передбачено штраф у розмірі 340 гривень за кожне таке не подання або несвоєчасне подання, при повторному порушенні тягнуть за собою накладання штрафу в розмірі 1020 гривень за кожне таке не подання чи несвоєчасне подання. За несплату узгодженої суми грошового зобов’язання протягом строків, визначених ПКУ, такий платник податків притягується до відповідальності у вигляді штрафу у таких розмірах: 
- при затримці до 30 календарних днів включно, наступних за останнім днем строку сплати суми грошового зобов'язання, - у розмірі 10 відсотків погашеної суми податкового боргу;
- при затримці більше 30 календарних днів, наступних за останнім днем строку сплати суми грошового зобов'язання, - у розмірі 20 відсотків погашеної суми податкового боргу.